# مجموعة الكليات الاكاديمية بنيوزلندا الدولية
مجموعة الكليات الأكاديمية وكلية نيوزيلندا الدولية (ACG NZIC) هي مدرسة خاصة مملوكة من قبل محموعة الكليات الأكاديمية النيوزلندية، ويوفر منهج هذه المدرسة مسارات للدراسة الجامعية للطلاب الدوليين، ولديها مقر في مدينة اوكلاند في منطقة الأعمال المركزية، ولقد تمت اعيدت هيكلة المدرسة منذ استعراض إيرو في عام 2005 الذي يعتبر كجزء من السعي لتوفير تعليم أفضل للطلاب الدوليين.

## برنامج مؤسسة جامعة أوكلاند
تم تطوير برنامج مؤسسة جامعة اوكلاند للطلاب الدووليين الذين لغتهم الأولى ليست الإنجليزية لتقديم التحضير لدراسة درجة البكالوريوس.
ويتم تدريس برنامج المؤسسة من قبل مجموعة الكليات الأكاديمية نيابة عن الجامعة وعادة ماتستغرق الدراسة التأسيسية عاما على الرغم من توفر برامج مدتها ستة أشهر بشكل مناسب ومتاح للطلاب المؤهلين وتم تصميم برنامج المؤسسة لتطوير المهارات في:
- أسلوب الدراسة في الجامعة
- التفكير النقدي والمستقل
- استخدام الكمبيوتر والبحث
- معرفة الموضوع الأساسي، وعلى سبيل المثال، في المحاسبة، وحساب التفاضل والتكامل، والكيمياء، وعلم الكمبيوتر، والتصميم، والاقتصاد، واللغة الإنجليزية، والجغرافيا، والفيزياء والإحصاءات.

### المتطلبات
يعتمد القبول في برامج الشهادات الجامعية في جامعة اوكلاند على تحقيق الآتي:
- علامة أكاديمية محددة
- إجادة اللغة الإنجليزية على مستوى يعادل نظام اختبار اللغة الإنجليزية الدولي (IELTS) بما لا يقل عن 6.0 بشكل عام (مع انعدام وجود نطاق فردي أقل من 5.5)
- تلبية أي متطلبات إضافية لدخول البرنامج للطلاب الدوليين، مثل المقابلات أو الاختبارات أو المحافظ.

## شهادة جامعة أوكلاند في برنامج الدراسات التأسيسية
تقدم مجموعة الكليات الاكاديمية جامعة نيوزلندا الدولية برنامج شهادة جامعة اوكلاند في الدراسات التأسيسية والتي يتم اعتمادها من قبل لجنة نواب رئيس الجامعة النيوزلندية، بالإضافة إلى ذلك، في حرم المدينة الداخلية، فإن مدرسة المجموعة الأكاديمية للكليات الإنجليزية والتي تعتبر قسم من الكلية لديها الهدف الأساسي المتمثل في تحسين اللغة الإنجليزية استعدادا لامتحانات IETLS والدراسة المستقبلية، والدورات التي تقدمها الكلية لديها اعتماد NZQA .
شهادة جامعة اوكلاند للدراسات التأسيسية تعود وتنتمي إلى جامعة اوكلاند، والنجاح في إتمام الشهادة في الدراسات التأسيسية يضمن الدخول إلى جامعة اوكلاند وتقبلها جميع الجامعات النيوزلندية

## تحقيق الطالب
ويتم رصد تحصيل الطلاب من خلال الامتحانات التي يحددها موظفو مجموعة الكليات الأكاديمية ويتم ادارتها من قبل موظفو جامعة اوكلاند.

## العناية الرعوية
الرعاية الرعوية للطلاب هي سمة من سمات الكلية، وتؤكد على اهمية ان يكون الطلاب سعداء في كل من فصولهم ومنازلهم بحيث يتقدمون بشكل جيد أكاديمياً، ويتم رصد حضور الطلبة عن كثب، ويقدم العمداء ومدرسو المجموعات الدعم الأكاديمي والأجتماعي للطلاب ويعززون رفاههم الشخصي.

## استخدام تكنولوجيا المعلومات والاتصالات
واستخدام تكنولوجيا المعلومات والاتصالات (ICT) هو سمة من سمات الكلية، ويستخدم المعلمون تكنولوجيا المعلومات والاتصالات لتيسير التعليم والتعلم وتوفير الموارد التعليمية.
وتوفر الكلية للطلاب المعدات التي تعزز تعلمهم، ويمكن للموظفين والطلبة امكانية الوصول أجهزة الكمبيوتر

## روابط خارجية
- http://www.acgedu.com/nz/nzic